# Chenopodiastrum coronopus
Chenopodiastrum coronopus är en amarantväxtart som först beskrevs av Horace Bénédict Alfred Moquin-Tandon, och fick sitt nu gällande namn av S. Fuentes, Uotila och Borsch. Chenopodiastrum coronopus ingår i släktet Chenopodiastrum och familjen amarantväxter. Inga underarter finns listade i Catalogue of Life.